# 金志洙
金志洙（韓語：김지수，1993年3月30日—），韓國男演員，2009年，出演話劇《奉三不在那裡》正式出道。2012年，獲得JYP娛樂官方第9期選秀第2名。2015年，以新人之姿參演電視劇《憤怒的媽媽》，在劇中飾演高福東一角備受囑目。
2021年，金志洙被揭發眾多中學時欺凌同學的醜聞，引起軒然大波，內容指出對多位男女同學施以性暴力、拍攝性愛影片、強迫男同學自慰等惡行，對於一連串的指控，金志洙本人於個人SNS上傳一封手寫信後，默認所有的指控並退出當時正在拍攝的《月升之江》劇組，並淡出幕前。2023年10月接受韓媒《體育朝鮮》的採訪，對有關性侵和校園霸凌的指控重新解釋，他表示：「謠言是虛假的，自己已和當時爆料的網友解除誤會並和解」，澄清並不是惡霸之首，同時也開始於SNS上傳生活照為復出預熱。2024年8月28日正式簽約到Sparkle GMA Artist Center，轉往海外發展。

## 演出作品

### 電視劇
| 年份   | 頻道        | 劇名                         | 角色           | 性質           |
| ------ | ----------- | ---------------------------- | -------------- | -------------- |
| 2012年 | SBS         | 致美麗的你                   | 學生之一       | 客串           |
| 2014年 | MBC Every 1 | 愛情頻率37.2                 |                |                |
| 2015年 | MBC         | 憤怒的媽媽                   | 高福東         | 男配角         |
| 2015年 | KBS         | 無理的前進                   | 徐贺俊         | 第二男主角     |
| 2016年 | KBS         | Drama Special－Page Turner   | 鄭車植         | 第一男主角     |
| 2016年 | SBS         | Doctors                      | 金秀澈         | 特別出演       |
| 2016年 | SBS         | 月之戀人－步步驚心：麗       | 王貞(十四王子) | 男配角         |
| 2016年 | JTBC        | Fantastic                    | 金相旭         | 第二男主角     |
| 2016年 | MBC         | 舉重妖精金福珠               | 送貨員         | 特別出演       |
| 2017年 | JTBC        | 大力女子都奉順               | 印國斗         | 第二男主角     |
| 2017年 | OCN         | 壞傢伙們：惡的都市           | 韓江洙         | 主要角色       |
| 2018年 | JTBC        |                              | 金永俊         | 兩大男主角之一 |
| 2019年 | Netflix     | 因為初戀是第一次             | 尹泰伍         | 兩大男主角之一 |
| 2020年 | MBC         | 當我最漂亮的時候             | 徐煥           | 兩大男主角之一 |
| 2021年 | KBS         | 月升之江                     | 溫達           | 男主角         |
| 2024年 | GMA網絡     | 黑騎士（菲律賓電視劇）       | 阿德里安·朴    | 客串           |
| 2024年 | GMA網絡     | 夢想觸手可及                 | 金英           | 客串           |
| 2025年 | GMA網絡     | 我的祖母比你們好：我的王世子 | 東赫/城南      | 主演           |

### 電影

#### 長篇
- 2012年：《青春勿語》飾演 民浩的夥伴之一
- 2014年：《Seoul Mates》飾演 俊
- 2016年：《衝出不歸路》飾演 勇飛
- 2020年：《我們歡快的夏天》飾演 陳熙
- 2024年：《彩虹》（菲律賓電影）飾演 池城

#### 短篇
- 2010年：《男孩是痛苦的》
- 2014年：《大人》
- 2014年：《看》
- 2014年：《相信姐姐？》

### 話劇
- 2009年：《奉三不在那裡》
- 2010年：《夢想家們》
- 2010年：《怪物》
- 2010年：《人類控制實驗》
- 2010年：《第13位主人公》
- 2011年：《天生緣分》
- 2012年：《子女傻瓜》

## 綜藝節目
- 2016年：MBig TV《花美男Bromance》（與南柱赫）
- 2016年：tvN《我耳邊的糖果》（Ep.1-4）
- 2016年：JTBC《認識的哥哥》（Ep.43）
- 2017年：JTBC《金濟東的Talk To You－你不用擔心（朝鲜语：김제동의 톡투유 - 걱정 말아요! 그대）》（Ep.95）
- 2025年：GMA網絡《菲律賓大哥：名人合作篇（英语：Pinoy Big Brother: Celebrity Collab Edition）》[9]

## 爭議
2021年3月3日，有韓國網民在討論區上載貼文，指出金志洙在中學是不良學生的首領，其他同學不順從就會遭到金志洙及其同黨的霸凌、毆打、恐嚇及侮辱。隨後有其他網民指出金志洙曾涉校園暴力、性侵犯、及強迫男同學自瀆3月4日，金志洙在instagram上傳親筆道歉文，坦承過去的行為，並表示「要跪下向因為受害的人真心謝罪」。
2021年5月，金志洙被爆校園霸凌，被指控言語辱罵、對他人施暴，還涉及拍下性愛影片後強迫他人觀看、逼迫男同學DIY等性暴力事件，所隸屬的經紀公司Keyeast表示：「本公司與所屬演員金志洙的合約已經終止，本公司認為金志洙目前很難繼續演藝活動，互相協議後決定解除合約。」

## 備註
1. ↑    1. 見
2. ↑  雖已完成18集的拍攝，但因深陷霸凌醜聞，而改由羅人友重新演繹[4][5]。羅人友於第7集的播出正式接替志洙[6]，官方也將已播出集數全替換為羅人友重新演繹的版本[7]。

## 外部連結
- 金志洙的Instagram帳戶